# Trawiec
Trawiec – wzniesienie o wysokości 162,5 m n.p.m. na Pojezierzu Ińskim, położone w woj. zachodniopomorskim, w powiecie łobeskim, w gminie Węgorzyno. Znajduje się w północno-wschodnim krańcu Ińskiego Parku Krajobrazowego.
Teren wzniesienia jest objęty obszarem specjalnej ochrony ptaków Ostoja Ińska.
Ok. 1,3 km na północny wschód od Trawca leży wieś Wiewiecko.
Nazwę Trawiec wprowadzono urzędowo w 1950 roku, zastępując poprzednią niemiecką nazwę Groß Gras-Berg.